# Artillerieregiment 7
Das Artillerieregiment 7 war ein Verband des Heeres der Bundeswehr. Es unterstand als Divisionsartillerie der 7. Panzerdivision in Unna (ab 1994 in Düsseldorf), bis zu deren Auflösung im Jahr 2006. Als nicht aktiver Truppenteil wurde das Regiment zum 1. Juli 2006 der Eingreifdivision / 1. Panzerdivision in Hannover unterstellt und später aufgelöst.

## Geschichte
Am 1. Juli 1960 wurde in Ahlen/Westfalen der Stab und die Stabsbatterie des Artillerieregiment 7 als erster Truppenteil des Verbandes aufgestellt. In der Zeit von 1966 bis 2002 lag der Verband in der St.-Barbara-Kaserne in Dülmen. Im Jahr 1993 wurden Teile des Regiments umgegliedert. Gleichzeitig endete mit dem Abzug der taktischen US-Kernwaffen für das ArtRgt 7 dieser Schwerpunktauftrag. Im Jahre 2002 gab das ArtRgt 7 zunächst die aktiv bleibenden Truppenteile an die Artilleriebrigade 100 ab und wurde selbst zur Geräteeinheit mit Standort Düsseldorf umgegliedert. Mit der Auflösung der 7. Panzerdivision wurde das Regiment der 1. Panzerdivision unterstellt und später aufgelöst.

## Gliederung

### Stab und Stabsbatterie
- - Kürzel: St / StBttrArtRgt 7
  - Aufgestellt: 1. Juli 1960 in Ahlen, am 20. August 1966 Verlegung nach Dülmen
  - Aufgelöst: Geräteeinheit seit 12. Oktober 2002
  - Standorte: Ahlen/Westfalen, Dülmen, Düsseldorf
  - Patenschaft: Stadt Paderborn
  - Traditionsträger: Clevesches Feldartillerieregiment Nr. 43
  - Auftrag: Führung des Regiments sicherstellen
  - Waffensystem: Kfz, geländegängig; Führungsunterstützungsfahrzeuge (z. B. MTW)

### Artillerieaufklärungsbataillon 71
- - Kürzel: ArtAufklBtl 71
  - frühere Namen: Feldartilleriebataillon 71 (FArtBtl 71), Beobachtungartilleriebataillon 71 (BeobArtBtl 71), Beobachtungspanzerartilleriebataillon 71 (BeobPzArtBtl 71)
  - Unterstellung: ArtRgt 7 bis 2002, dann ArtBrig 100
  - Aufgestellt: 1. November 1962 in Lippstadt
  - Aufgelöst: Am 1. Oktober 1993
  - Standorte: Lippstadt, Dülmen, Coesfeld
  - Patenschaften: 45. Medium Regiment Royal Artillery, 40. Regiment d’Artillerie, Versailles
  - Traditionsträger: für Feldartilleriebataillon 110 und ab 1977 für das Westfälische Fußartillerieregiment 7
  - Auftrag: zunächst konventionelle Direktverteidigung durch Feuerunterstützung, taktische Nuklearverteidigung, ab 1993 Feuerleit- und Aufklärungsaufgaben.
  - Waffensystem: schweres Selbstfahrgeschütz M107 175 mm (bis Juni 1981), Feldhaubitze FH155-1 155 mm, Feldhaubitze M110 (203 mm), Feldhaubitze 105 mm, Panzerhaubitze M109, Panzerhaubitze 2000, Drohne CL 289 (ab 2002), Drohne KZO (ab 2007).

### Raketenartilleriebataillon 72
- - Kürzel: RakArtBtl 72
  - frühere Namen: Raketenartillerielehrbataillon 72 (RakArtLehrBtl 72)
  - Unterstellung: ArtRgt 7, zwischenzeitlich Raketenschule in Eschweiler, später Geilenkirchen.
  - Aufgestellt: 20. April 1960 durch Abgaben des Feldartilleriebataillons 195, Aufstellung abgeschlossen am 2. Januar 1965 in Handorf bei Münster. Am 6. Dezember 1966 Verlegung nach Dülmen. Am 1. Oktober 1981 Verlegung nach Wuppertal, Colmar-Kaserne (bis auf die 4. Batterie, die in Dülmen verblieb).
  - Aufgelöst: Am 1. Januar 1970 wurde dieses Bataillon aufgelöst und Teile der 1. und 3. Batterie nach Geilenkirchen verlegt und bildeten dort mit Teilen des Raketenartilleriebataillons 1 das Raketenartillerielehrbataillon 72. Die 5. Batterie verblieb am Standort Dülmen und wurde der 7. Panzergrenadierdivision direkt unterstellt, Hauptaufgabe war die Bewachung des Sondermunitionsdepots Dülmen-Visbeck. Der Rest des Bataillons ging im Feldartilleriebataillon 110 als Korpsverband auf. Auflösung des Bataillons am 1. Juli 1993
  - Standorte: Eschweiler, Warendorf, Geilenkirchen, Wuppertal
  - Auftrag: Bekämpfung der rückwärtigen gegnerischen Truppenteile konventionell und taktisch nuklear; zwischenzeitlich Lehrauftrag
  - Waffensystem: Honest John, Mitte der 1970er Jahre das  Leichte Artillerie-Raketen-System LARS, abgelöst durch Mehrfach-Raketenwerfer-Artilleriesystem MARS
  - Traditionsträger: Bergisches Feldartillerieregiment 59 und das Artillerieregiment 26
  - Traditionsvereinigung gegründet im Jahre 1993 mit RakArtBtl 150 in Wesel

### Beobachtungsbataillon 73
- - Kürzel: BeobBtl 73
  - Unterstellung: ArtRgt 7
  - Aufgestellt: 1. April 1980 in Dülmen aus Teilen des aufgelösten Feldartilleriebataillons 110 (vor 1970: Raketenartilleriebataillon 71) und der Beobachtungsbatterie 7 (sie war ab 1966 als Schallmeß- und Radarbatterie 7 dem Artillerieregiment 7 unterstellt)
  - Aufgelöst: 1. Oktober 1993
  - Standorte: Dülmen
  - Auftrag: Gefechtsfeldbeobachtung, Feuerleitunterstützung
  - Waffensystem: Green Archer auf MTW, Drohne CL 89

### Raketenartilleriebataillon 150
- - Kürzel: RakArtBtl 150
  - Unterstellung: bis 1993 I. Korps, danach ArtRgt 7
  - Aufgestellt: 15. Januar 1961
  - Aufgelöst: 11. Oktober 2002
  - Standorte: 1965–2002  Schill-Kaserne in Wesel
  - Auftrag bis 1993: Einsatz taktischer Nuklearwaffen Sergeant, Lance,
  - Waffensysteme: Sergeant, Lance, nach Auflösung I. Korps 1994: LARS, MARS
  - Traditionsvereinigung gegründet im Jahre 1993 mit RakArtBtl 72 in Wesel

### Drohnenbatterie 100
- - Kürzel: DroBttr 100
  - Unterstellungen: I.(Ge)Korps, ArtRgt 7, ArtAufklBtl 71
  - Aufgestellt: 1987
  - Unterstellungswechsel zu ArtRgt 7: April 1993
  - Umgegliedert: 2002 als 3./ArtAufklBtl 71
  - Entbindung vom fliegenden Auftrag: November 2006
  - Auflösung: Oktober 2008
  - Standorte: Coesfeld
  - Auftrag: Weitreichende Feindaufklärung durch Drohnenflugkörper
  - Auslandseinsätze: SFOR, NKAVM, KFOR, ISAF
  - Waffensystem: Drohne CL 289 auf MAN 7t gl

### Begleitbatterie 7
- - Kürzel: BglBttr 7
  - Unterstellung: ArtRgt 7
  - vormals: 5./RakArtLehrBtl 72
  - Aufgestellt: 1987
  - Aufgelöst: 1993
  - Standorte: Daaden, Dülmen
  - Auftrag: Sicherung der nuklearen NATO-Gefechtsköpfe
  - Waffensystem: Feldkanone 20 mm (FK20)

## Auftrag
Das Artillerieregiment 7 war insbesondere zu Zeiten des Kalten Krieges die Schwerpunktwaffe der 7. Panzerdivision. Die drückte sich insbesondere durch seine Fähigkeit aus, auch die taktischen Kernwaffen der NATO zum Einsatz zu bringen. Des Weiteren besaß das Regiment Fähigkeiten im Rahmen der Direktverteidigung in der Flexible-Response-Strategie. Weiterer Auftrag war die Unterstützung der Brigadeartillerie durch Aufklärung und Feuerbeobachtung.
Nach Ende des Kalten Krieges änderte sich das Aufgabenspektrum der Bundeswehr rapide, was schließlich die Außerdienststellung des Regiments und die Zusammenfassung der Schwerpunktartilleriekräfte in der Artilleriebrigade 100 zur Folge hatte.

### Kommandeure
- 1.7.1960–31.3.1965 Oberst von Schönfeldt
- 1.4.1965–30.9.1966 Oberst Zschoch
- 1.10.1966–31.3.1971 Oberst Bahr
- 1.4.1971–30.9.1975 Oberst Leggewie
- 1.10.1975–30.9.1981 Oberst Oppermann
- 1.10.1981–5.10.1984 Oberst Nüske
- 5.10.1984–25.3.1988 Oberst von Gyldenfeldt
- 25.3.1988–23.3.1994 Oberst Reimer
- 23.3.1994–11.4.1996 Oberst Bergmann
- 11.4.1996–02.7.1999 Oberst Fischer
- 2.7.1999–18.10.2002 Oberst Hitscherich